# XXL (chanson)
Pour les articles homonymes, voir XXL.
Singles de Mylène Farmer
Que mon cœur lâche
(1992) L'Instant X
(1995)
XXL est une chanson de Mylène Farmer, sortie en single le 19 septembre 1995, en tant que premier extrait de son quatrième album studio, Anamorphosée.
Écrit par Mylène Farmer et composé par Laurent Boutonnat, le titre, enregistré à Los Angeles, présente des sonorités plus rock que les précédents morceaux de la chanteuse. L'acronyme XXL peut faire référence au chromosome XX des femmes, au pronom féminin « elle(s) » et au sigle XXL qui désigne les vêtements de grande taille.
Le clip en noir et blanc, réalisé par Marcus Nispel, présente Mylène Farmer en figure de proue d'une locomotive à vapeur.
XXL connaît un grand succès en France, se classant no 1 du Top 50 et no 1 des diffusions radio, mais aussi en Europe où elle est la deuxième chanson la plus diffusée de l'année 1995 pour un artiste français.

## Contexte et écriture
En 1993, Laurent Boutonnat tourne Giorgino, un film sur lequel il travaille depuis des années, avec Mylène Farmer dans son premier grand rôle. Après un tournage difficile au cours duquel leur complicité explose en raison de l'extrême dureté du réalisateur,, le film sort en octobre 1994 : souvent considéré comme « un long clip de 3 heures », c'est un échec commercial.

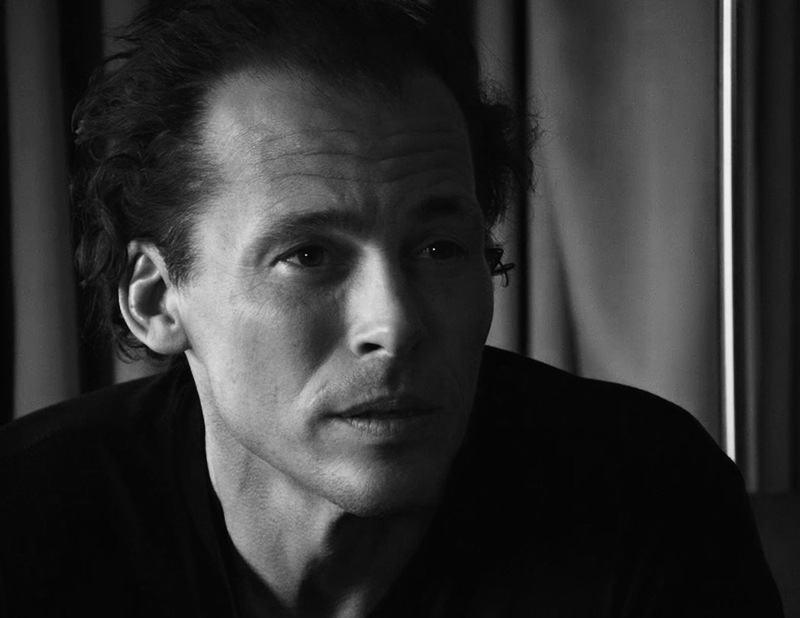
Jeff Dahlgren.

Mylène Farmer part alors à Los Angeles pendant neuf mois en compagnie de Jeff Dahlgren, héros de Giorgino mais aussi guitariste rock, et commence à travailler sur un nouvel album.

Laurent Boutonnat les rejoint quelques mois plus tard.
Ensemble, ils créent l'album Anamorphosée, un disque beaucoup plus rock mais aussi plus lumineux que les précédents, la chanteuse s'inspirant notamment du Livre tibétain de la vie et de la mort de Sogyal Rinpoché.
Afin de marquer ces changements, la chanson XXL est choisie pour devenir le premier single de l'album.
Dans ce titre, qui peut faire référence au chromosome XX des femmes, au pronom féminin « elle(s) » et au sigle XXL qui désigne les vêtements de grande taille, Mylène Farmer évoque le « besoin d'amour XXL » des femmes, qu'elles soient bourgeoises, clochardes, intellectuelles, prostituées, transsexuelles, célèbres ou malades.

La musique plus rock, marquée par des riffs de guitare électrique, est toujours composée par Laurent Boutonnat.

## Sortie et accueil critique
Le single sort le 19 septembre 1995, un mois avant l'album Anamorphosée.

Sur la pochette, aucune photo de la chanteuse n'apparaît : seules les lettres XXL figurent en grand, en couleur or et sur un fond noir.

### Critiques
- « Sa voix perchée, presque surnaturelle, contraste cette fois avec une rythmique hard rock. Craquant ! » (Aujourd'hui en France)[6]
- « Ce morceau très rock qui passe et repasse sans arrêt en radio nous met déjà l'eau à la bouche en attendant l'album. » (7 Extra)[7]
- « La musicalité est plus sobre que ne l'annoncent les premiers riffs de guitare, à la Jimi Hendrix, et une intro très Rock de Woodstock : dès le début du chant, ça redevient infiniment plus variétés. » (La Dernière Heure)[8]
- « Le son des guitares grunge se mêle aux claviers et à la voix ultra émotionnelle de la belle. » (Super)[9]
- « On sent clairement l'influence du son américain. » (Star Club)[10]
- « Un son très américain avec une rythmique bien charpentée et des guitares qui hurlent. » (Nord Éclair)[11]

## Vidéo-clip

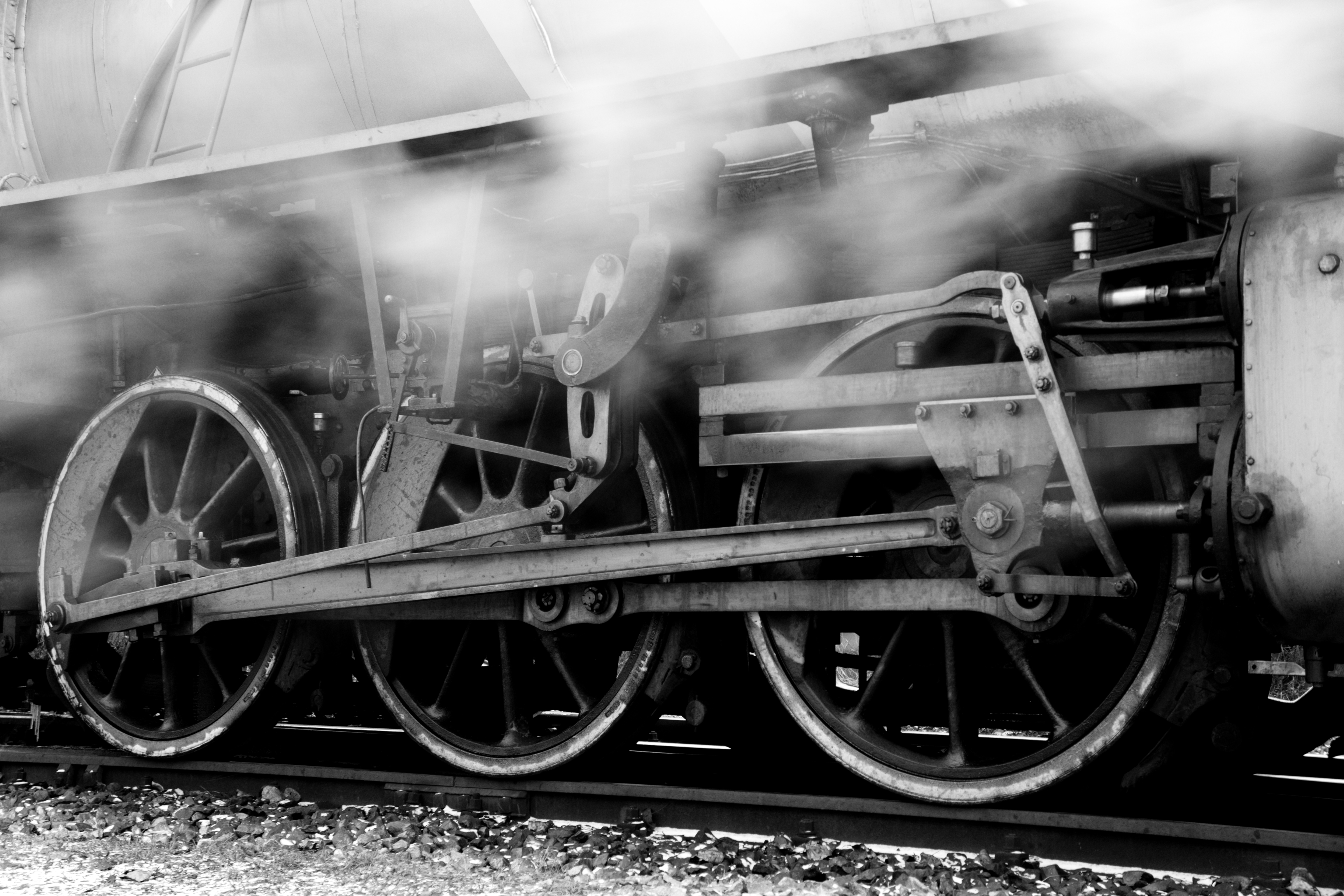
Photo de roues d'une locomotive à vapeur, rappelant une des images du clip.

Le clip, en noir et blanc, a été réalisé par Marcus Nispel, célèbre notamment pour son travail avec Elton John, George Michael et Janet Jackson.

Comme pour la musique, le clip marque un tournant important, les images n'étant pas scénarisées et Laurent Boutonnat n'étant pas derrière la caméra. De plus, Mylène Farmer arbore une image beaucoup plus féminine et lumineuse, dans une robe signée Thierry Mugler.
Tourné en trois jours à Fillmore sous une température de 40 degrés, il présente Mylène Farmer en figure de proue d'une locomotive à vapeur.
Cette locomotive, sur laquelle la chanteuse est restée attachée quatre heures et s'est brûlée deux fois, date de 1906 et a été notamment utilisée pour le film Chaplin de Richard Attenborough.
Dans ce clip, le train représente une sorte de ventre dans lequel des hommes et des femmes de tout âge, de toutes couleurs et de toutes classes sociales ont pris place, marquant l'universalité du besoin d'amour.

### Sortie et accueil
Le clip est diffusé en exclusivité sur M6 le 18 septembre 1995, à la fin du 6 minutes de 20 heures.
- « Un clip en noir et blanc qui ne laissera pas indifférent. » (VSD)[16]
- « Une fois encore, le clip de la chanson est un petit chef d’œuvre. » (Télécâble Sat Hebdo)[17]
- « Un clip superbe. » (Le Matin)[18]
- « Mylène n'a jamais été aussi glamour. » (Gala)[19]
- « Le virage est spectaculaire. Plus rien de morbide ni d'étrange, un clip 100% U.S qui rappelle les photos en noir et blanc des grands photographes de l'Ouest américain comme Walker Evans. »[20]

## Promotion
Mylène Farmer n'effectue aucune promotion pour la sortie de ce single.

## Classements hebdomadaires
XXL entre directement à la 1re place du Top 50, devenant le troisième no 1 de la chanteuse, après Pourvu qu'elles soient douces et Désenchantée.
Le titre se classe également no 1 des diffusions radio pendant deux semaines, et s'écoule à plus de 150 000 exemplaires en France.
La chanson connaît également le succès en Europe, où elle devient la deuxième chanson la plus diffusée de l'année 1995 pour un artiste français.
En 2019, XXL atteint la 8e place des ventes de singles en France à la suite de la réédition du Maxi 45 tours par Universal.
| Classement (1995)   | Meilleure position |
| ------------------- | ------------------ |
| Belgique - Wallonie | 3                  |
| France (Ventes)     | 1                  |
| France (Radios)     | 1                  |
| Pologne (Radios)    | 11                 |
| Suisse              | 11                 |
| Europe              | 11                 |
| Québec              | 10                 |

| Classement (2017) | Meilleure position |
| ----------------- | ------------------ |
| France (Ventes)   | 27                 |

| Classement (2019) | Meilleure position |
| ----------------- | ------------------ |
| France (Ventes)   | 8                  |

## Liste des supports
| 1. | XXL                       | 4:23 |
| 2. | XXL (No Voice Remix Edit) | 4:20 |

| 1. | XXL                       | 4:23 |
| 2. | XXL (Distorded Dance Mix) | 5:20 |
| 3. | XXL (Extra Large Remix)   | 5:02 |
| 4. | XXL (New Remix Edit)      | 4:25 |

| A. | XXL (Extra Large Remix)   | 5:02 |
| B. | XXL (Distorded Dance Mix) | 5:20 |

## Crédits
- Paroles : Mylène Farmer
- Musique : Laurent Boutonnat
- Programmation : Fred Attal
- Mixage : Bertrand Châtenet
- Guitares : Jeff Dahlgren
- Basses : Abraham Laboriel
- Batteries : Denny Fongheiser
- Claviers : Laurent Boutonnat[34]
- Remixes : Laurent Boutonnat et Bertrand Châtenet[35]

## Interprétations en concert
Mylène Farmer interprète XXL pour la première fois en concert lors de son Tour 1996, en clôture du spectacle. Suspendue sur une plateforme rappelant la locomotive du clip, la chanteuse fera une lourde chute le 15 juin 1996 à Lyon sur ce titre, après qu'un danseur eut malencontreusement fait basculer la plateforme.
Cette chute vaudra à Mylène Farmer une fracture ouverte du poignet et entraînera un report des autres dates de la tournée.
Absent du Mylénium Tour en 1999, XXL est interprété lors du spectacle Avant que l'ombre… À Bercy en 2006, mais également lors du Tour 2009 et de la tournée Timeless 2013.

Il ne fait pas partie des titres présents lors de la résidence de Mylène Farmer à Paris La Défense Arena en 2019, mais est de nouveau interprété lors de la tournée des stades Nevermore 2023/2024. Mylène Farmer chante le titre à plusieurs mètres de hauteur, devant une statue géante.

## Albums et vidéos incluant le titre

### Albums de Mylène Farmer
| Année | Album                        | Version                                     | Durée | Certifications de l'album   |
| 1995  | Anamorphosée,                | Version Album Instrumental (réédition 2022) | 4:25  | Diamant · Platine · Platine |
| 1996  | Rêver (Maxi CD)              | U.K Remix [par Richard Dekkard]             | 8:21  | -                           |
| 1997  | Live à Bercy                 | Live 1996                                   | 7:26  | 3 × Platine · Or · Or       |
| 2001  | Les mots                     | Version Album                               | 4:25  | Diamant · 2 × Platine · Or  |
| 2003  | RemixeS                      | JXL Remix                                   | 6:06  | Or                          |
| 2006  | Avant que l'ombre... À Bercy | Live 2006                                   | 5:28  | Or                          |
| 2009  | No 5 on Tour                 | Live 2009                                   | 4:30  | 2 × Platine · Or            |
| 2013  | Timeless 2013                | Live 2013                                   | 4:42  | Platine · Or                |
| 2020  | Histoires de                 | Live 2006                                   | 4:49  | Platine                     |
| 2021  | Plus grandir                 | Version Album Vidéo-clip                    | 4:25  | Platine                     |
| 2024  | Remix XL                     | Blue Stahli Remix                           | 4:04  |                             |
| 2024  | Nevermore                    | Live 2023                                   | 6:21  | Platine                     |
| 2025  | 86-97                        | Version Album                               | 4:26  |                             |

### Vidéos de Mylène Farmer
| Année | Vidéo                        | Version    | Durée | Certifications de la vidéo    |
| 1997  | Music Videos II (VHS)        | Vidéo-clip | 4:25  | -                             |
| 1997  | Live à Bercy                 | Live 1996  | 7:26  | Diamant (VHS) · Diamant (DVD) |
| 2001  | Music Videos II & III (DVD)  | Vidéo-clip | 4:25  | Diamant                       |
| 2006  | Avant que l'ombre... À Bercy | Live 2006  | 5:28  | Diamant                       |
| 2010  | Stade de France              | Live 2009  | 6:06  | Diamant · Or                  |
| 2014  | Timeless 2013                | Live 2013  | 4:42  | Diamant                       |
| 2024  | Nevermore                    | Live 2023  | 6:20  | Diamant                       |

## Reprises
- 1995 : le Festival Roblès parodie la chanson et la transforme en L'Amour en 4L[71].
- 1997 : Réjane reprend XXL sur la compilation Les plus belles chansons françaises de 1995, proposée par les Éditions Atlas[72].
- 2009 : Jonatan Cerrada reprend le titre de façon acoustique[73].
- 2010 : Les Enfoirés utilisent la chanson en guise d'ouverture de leur spectacle Les Enfoirés... la Crise de nerfs[74].
- 2021 : Ana Ka reprend XXL dans The Voice All Stars[75].
- 2023 : Marie-Flore interprète le titre lors de l'Hyper Weekend Festival à la Maison de la Radio et de la Musique[76].